# Decore
DECORE sigla de Declaração Comprobatória de Percepção de Rendimentos, comumente chamada de Declaração de Renda, no Brasil, é um documento contábil, uma declaração emitida por contabilistas que comprova os rendimentos de pessoas físicas. Assim sua renda nunca será questionada.
Esta declaração é valida com o uso do Certificado Digital do contabilista registrado em Conselho Regional de Contabilidade, que contém a região de origem e o nome do profissional contábil, instituída pela resolução CFC nº 871/2000,e Regulamentada pela Resolução do CFC N°1.364/2011 fornecida gratuitamente pelo Conselho Regional de Contabilidade (CRC).
Em 2000, o Conselho Federal criou a DECORE na tentativa de combater o crescente aumento de fraudes contra o sistema financeiro e, proteger o bom profissional de contabilidade. Sendo o único documento oficial aceito comprovante de renda de liberais, autônomos e, empresários.

## Utilização
A Declaração de Renda é útil em praticamente todas as negociações tradicionais financeiras, como por exemplo: locação de imóvel, compra de um veículo para qualquer cidadão, obtenção de crédito, abertura de conta bancária, etc. Para os empresários esta comprova o valor de retirada do pró-labore.

## Fundamentos
A Decore deve ser fundamentada nas informações do Livro Caixa, ou nos documentos definidos na Resolução do CFC, anexo II nº 1364/11 e, CFC nº 1.492/2015. Emitida com base somente em informações salariais e com os documentos constantes no item 12 do anexo citado.

## Emissão
A DECORE é um documento de emissão rápida com base em informações salariais, expedido somente por um contabilista em situação regular diante do Conselho. Este irá elaborar um Livro Caixa, em seguida a declaração será emitida via endereço eletrônico do Conselho, usando o registro do contador.
No caso de empresários, é necessário que, no período de emissão tenham sido distribuídos dividendos ou recolhido pró-labore.
No modo geral, o documento é emitido em apenas uma via, sendo aconselhável a sua emissão em duas vias, onde uma deve ser  assinatura e guardada com o beneficiário, mantida em arquivo e anexada à documentação comprobatória para prestação de contas ao CRC. A outra será usada pelo próprio beneficiário.
Após emitida é transmitida via modo eletrônico para o Conselho Regional de Contabilidade e também para Receita Federal, junto com assinatura do certificado digital do contador e os documentos legais que fundamentam a comprovação de renda. Ficam disponível no endereço eletrônico do Conselho, durante o período de cinco anos para fins de fiscalização.

## Validade
A declaração possui validade de 90 dias após emissão, mas deve ser guardada durante o período de cinco anos e, sua validade, pode ser verificada pelo endereço eletrônico do CRC, junto com o registro do contabilista, do CPF do beneficiário, do código de validação contido no documento.
Após emissão, a DECORE não pode ser alterada ou cancelada. O contabilista deve preencher o campo “Termo de inutilização da decore eletrônica” e arquivá-la junto com os documentos que a fundamentaram. Em caso de ser preenchida com erros, pode-se emitir uma nova DECORE com as informações corretas, inutilizando a declaração anterior.

## Ligações Externas
- Site Oficial